# Howard Lederer
Howard Lederer (Concord, 30 oktober 1964) is een professionele pokerspeler uit de Verenigde Staten. Hij won tijdens de World Series of Poker (WSOP) 2001 zijn tweede WSOP-titel. Daarnaast won hij in maart 2003 ook zijn tweede titel op de World Poker Tour (WPT). In 2008 schreef hij het A$ 100,000 No Limit Hold'em-toernooi van de Aussie Millions op zijn naam en verdiende daarmee nog $1.098.785,- aan prijzengeld.
Lederer won tot en met januari 2011 meer dan $6.400.000,- in pokertoernooien (cashgames niet meegerekend). Hij luistert naar de bijnaam The Professor. Lederer is de oudere broer van pokerprof Annie Duke.

## Pokercarrière
Lederer begon zijn carrière als pokerspeler in de Mayfair Club in New York, samen met spelers als Erik Seidel en Dan Harrington. In 2004 verhuisde hij naar Las Vegas.

## World Series of Poker
De World Series of Poker van 1987 waren de eerste waarop Lederer zich in het prijzengeld speelde. Hij werd dat jaar dertiende in het $1.500 Limit Hold'em-toernooi en vijfde in het Main Event. Dat bleek het begin van een reeks die tijdens de World Series of Poker 2010 belandde bij Lederers 45e WSOP-prijs. Daarbij won hij in 2000 zijn eerste WSOP-titel in een $5.000 Limit Omaha Hi-Lo-toernooi en een jaar later zijn tweede in een $5.000 2-7 Draw-toernooi.
Lederer was er verschillende keren dicht bij zijn aantal WSOP-titels groter te maken. Zo werd hij tweede in zowel het $1.500 Omaha Limit-toernooi van de World Series of Poker 1993 (achter Jack Keller) als in het £5.000 Pot Limit Omaha-toernooi van de World Series of Poker Europe 2009 (achter Jani Vilmunen). Daarnaast eindigde hij in 2008 voor de vierde keer als derde in een WSOP-toernooi.

## World Poker Tour
Lederer werd in maart 2003 de eerste speler in de geschiedenis met meerdere titels van zowel de World Series of Poker als de World Poker Tour achter zijn naam. Hij bleef die maand 176 tegenstanders voor in het $5.000 Limit Hold'em-toernooi van de Party Poker Million II Cruise 2003. Daarmee verdiende hij naast zijn tweede WPT-titel ook $289.150,-. Vier maanden daarvoor had Lederer zijn eerste WPT-titel gewonnen door in het $10.000 No Limit Hold'em - Main Event van de World Poker Finals 2002 88 anderen achter zich te laten (goed voor $320.400,-).

## Trivia
- Lederer maakte van 2001 tot en met 2004 deel uit van gelegenheids-pokerteam The Corporation.

## World Series of Poker bracelets
| Jaar                       | Toernooi                   | Prijs      |
| -------------------------- | -------------------------- | ---------- |
| World Series of Poker 2000 | $5.000 Limit Omaha Hi-Lo   | $198.000,- |
| World Series of Poker 2001 | $5.000 Deuce to Seven Draw | $165.870,- |